# 钟楼沙滩

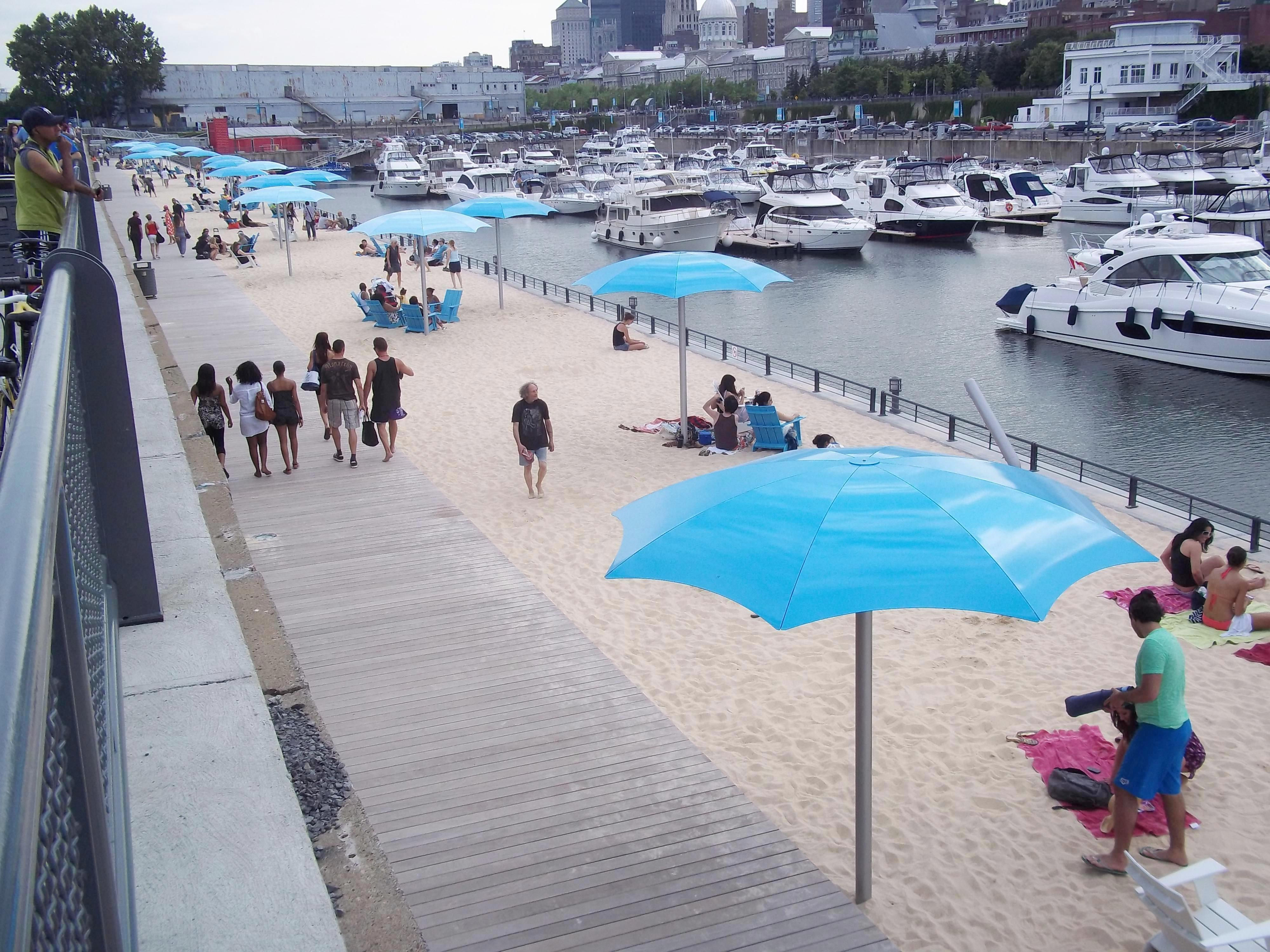
钟楼沙滩

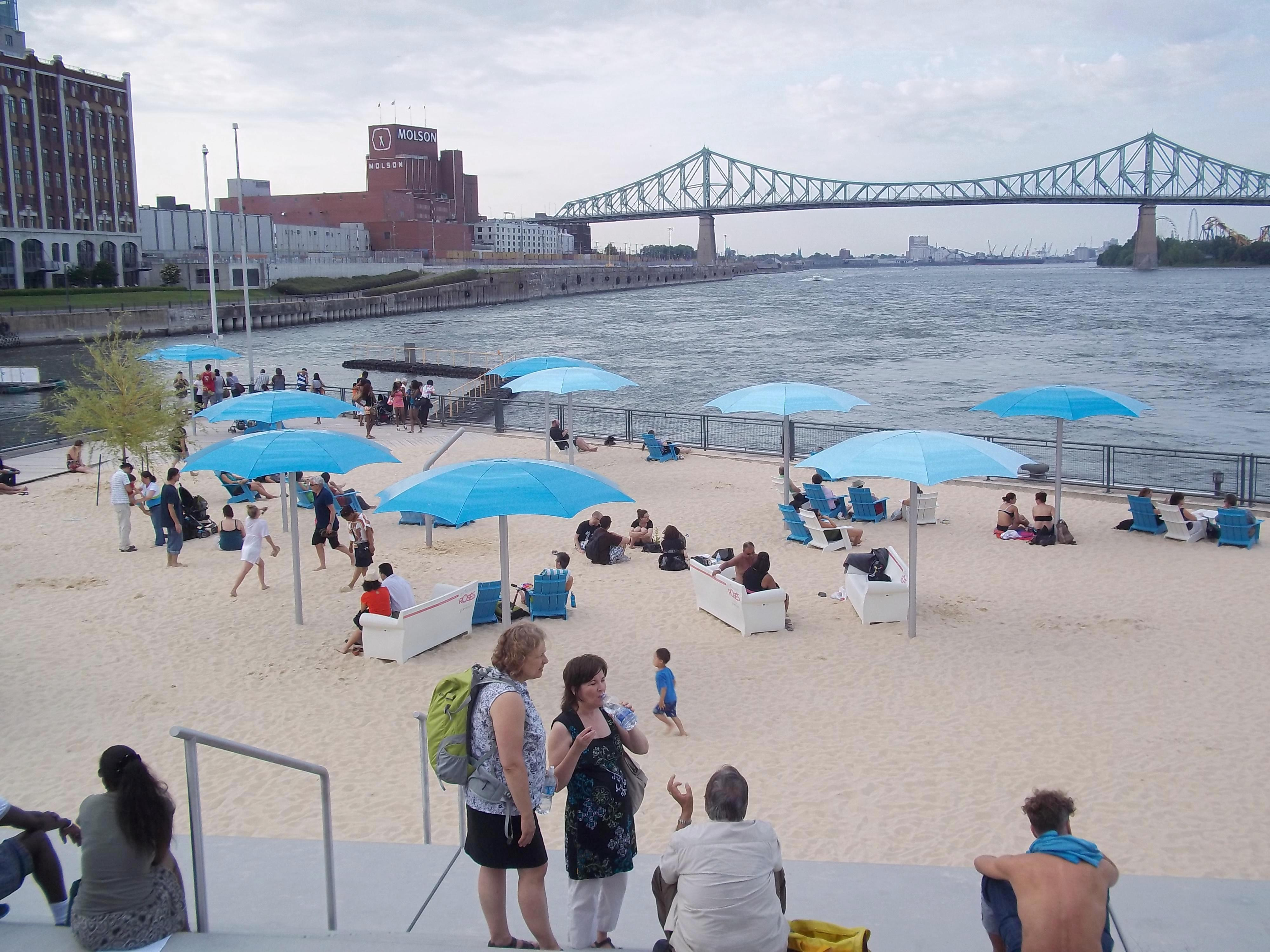
钟楼沙滩

钟楼沙滩（英语：Clock Tower Beach；法语：Plage de l'Horloge）是一处城市沙滩，位于加拿大蒙特利尔圣劳伦斯河畔的蒙特利尔旧港，毗邻蒙特利尔钟楼。
沙滩于2012年开放。它包括沙、躺椅、伞、木板路、酒吧、淋浴和冷气机。游客需要付费入场。2011年秋季开始施工。沙滩是由克劳德·科米尔设计。他还设计了多伦多的城市沙滩。